# ألبرت بيت (لاعب كرة قدم)
ألبرت بيت (بالإنجليزية: Albert Pitt)‏ هو لاعب كرة قدم بريطاني (وحمل سابقاً جنسية المملكة المتحدة لبريطانيا العظمى وأيرلندا) في مركز الدفاع، ولد في 1880 في المملكة المتحدة. لعب مع ستوك سيتي.